# Kaggalanatha, Mulbagal
Kaggalanatha là một làng thuộc tehsil Mulbagal, huyện Kolar, bang Karnataka, Ấn Độ.